# Hozumi Shigetō

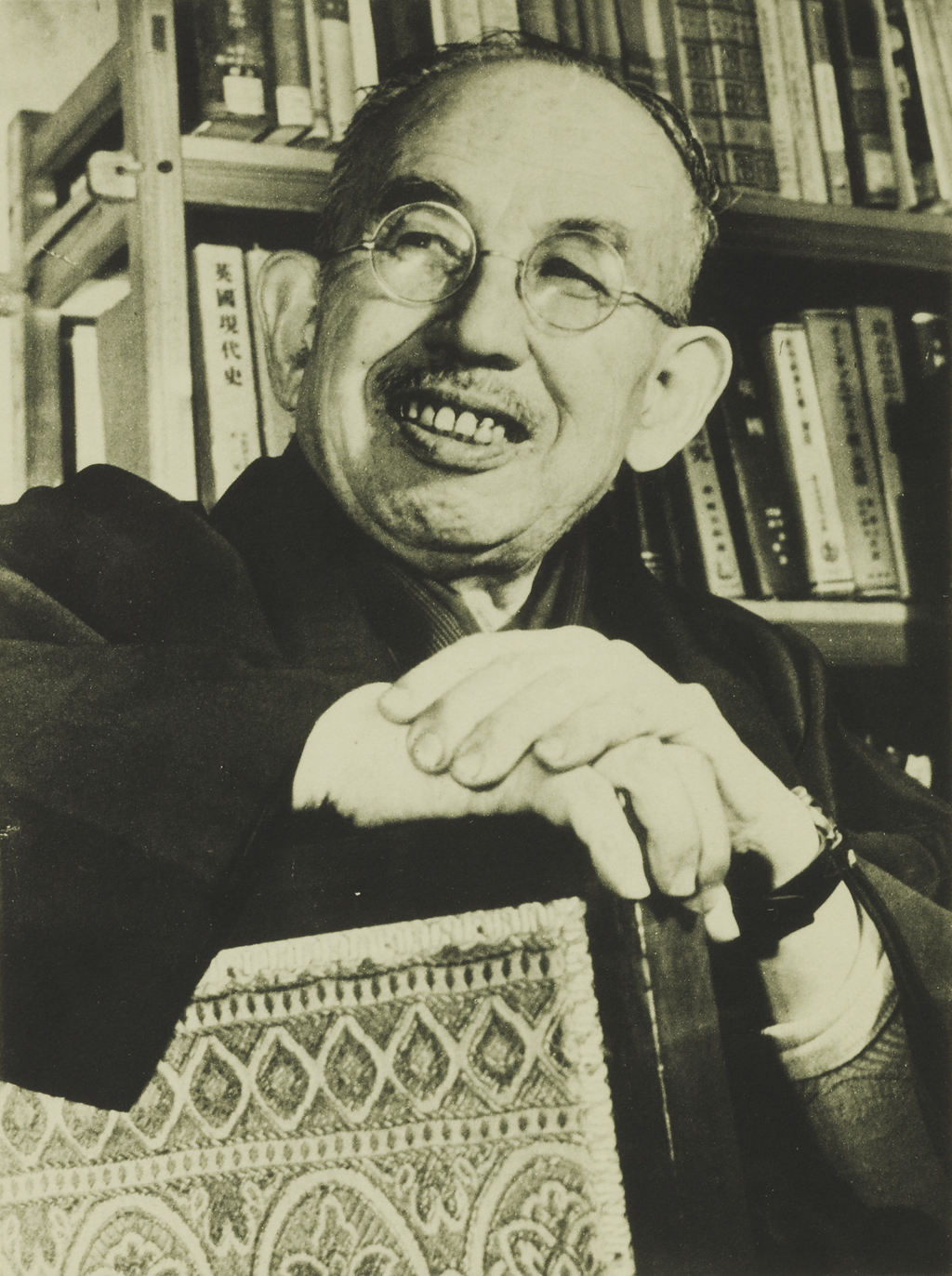
Hozumi Shigetō

Hozumi Shigetō (japanisch 穂積 重遠; geboren 11. April 1883 in Tokio; gestorben 29. Juli 1951 daselbst) war ein japanischer Jurist mit dem Schwerpunkt Familienrecht. Er war von 1916 bis 1943 Professor für Zivilrecht, ab 1944 Mitglied des Oberhauses und ab 1949 Richter am Obersten Gerichtshof.

## Leben und Wirken
Hozumi Shigetō, Sohn des Rechtsgelehrten Hozumi Nobushige und Neffe des Rechtsgelehrten Hozumi Yatsuka, machte 1908 seinen Abschluss an der Juristischen Fakultät der Universität Tokio. Im selben Jahr wurde er Lektor an seiner Alma Mater und Assistenzprofessor. 1912 bildete er sich in Deutschland, Frankreich und England im Zivilrechts und der Rechtswissenschaften allgemein fort. Nach seiner Rückkehr nach Japan im Jahr 1916 wurde er Professor, lehrte Zivilrecht und betreute juristische Studiengänge.
Hozumi hat insbesondere auf dem Gebiet des Personalrechts innerhalb des Zivilrechts viele Leistungen erbracht und viel Einfluss auf die spätere Personalrechtslehre ausgeübt. Nach seiner Pensionierung 1943 wurde er 1944 Mitglied des Oberhauses und 1949 Richter am Obersten Gerichtshof.
Hozumi verfasste viele Bücher, darunter „Rikon seido no kenkyū“ (離婚制度の研究) – „Studien zum Scheidungsverfahren“ (1924), „Mimpō dokuhon“ (民法読本) – „Lesebuch zum Zivilrecht“ (1927), „Shin zokuhō“ (親族法) – „Neues Familienrecht“ (1930), „Rienjō to enkiri-dera“ (離縁状と縁切寺) – „Scheidebrief und Scheide-Tempel“ (1942), „Sōzokuhō“ (相続法) – „Erbrecht“ (1946 bis 1947), „Shin Mimpō dokuhon“ (新民法読本) – „Lesebuch zum neuen Zivilrecht“ (1948). Er schrieb auch Bücher zur Gesetzgebung für die breite Masse, wie „Hyakumannin no hōritsugaku“ (百万人の法律学) – „Jura für Millionen“.
Auf Grund seiner wegweisenden Arbeiten zum Familienrecht ist Hozumi als „Vater des japanischen Familienrechts“ (日本家族法の父, Nihon kazoku-hō no chichi) in die Geschichte eingegangen. Er förderte Nakagawa Zennosuke, der seine Arbeit fortsetzte.